# San Pedro Coxcaltepec Cántaros (kommun)
San Pedro Coxcaltepec Cántaros är en kommun i Mexiko.   Den ligger i delstaten Oaxaca, i den sydöstra delen av landet, 300 km sydost om huvudstaden Mexico City.
Följande samhällen finns i San Pedro Coxcaltepec Cántaros:
- San Pedro Coxcaltepec Cántaros